# Alpha Pictoris
Alpha Pictoris (α Pic / α Pictoris) este steaua cea mai strălucitoare din constelația Pictorul. Ea are o magnitudine aparentă de 3,27. Cu toate acestea, este mai puțin cunoscută decât Beta Pictoris (β Pictoris), a cărei faimă se datorează faptului că are un disc circumstelar în jurul ei. 

## Caracteristici fizice
Alfa Pictoris este o subgigantă albă de clasă spectrală A7IV, care consumă hidrogenul pentru a-l transforma în heliu în nucleul său. Are o luminozitate de 35 de ori mai mare decât cea a Soarelui și o temperatură superficială de aproximativ 8.000 K. Masa stelei este de aproximativ 2,2 mase solare, în timp ce raza este de 3 ori mai mare decât cea solară. Se rotește rapid în jurul propriului ax (205 km/s), efectuând o rotație în mai puțin de 18 ore.
Datele provenite de la misiunea spațială Hipparcos indică faptul că steaua ar putea fi o stea dublă ale cărei componente nu au fost încă identificate.
Steaua polară australă / sudică a planetei Mercur este Alpha Pictoris.